# Ultra Boy
Ultra Boy (Jo Nah del pianeta Rimbor) è un personaggio immaginario, un supereroe dei fumetti della DC Comics. È un membro della Legione dei Supereroi nel XXX e XXXI secolo dell'Universo DC. Ultra Boy ottenne i suoi poteri quando venne ingoiato da una bestia di ultra-energia (una "balena spaziale"), al cui interno fu esposto a delle radiazioni. Il suo vero nome deriva dalla figura biblica di Giona che sopravvisse ingoiato da un "pesce enorme" (spesso considerato una balena).
Il suo costume presenta un emblema che alcuni sostengono rappresentare la bestia sul suo petto. Non ha un mantello, anche se il suo era il costume più impegnativo di tutta la Legione, con un top rosso che aveva dei polsini a strisce e il suddetto emblema in verde, una cintura verde chiaro con tre scomparti, pantaloncini neri, gambali verdi, e stivali neri con la parte superiore rossa e frange merlate.

## Pre-Crisi
Ultra Boy comparve per la prima volta in Superboy n. 98 (luglio 1962), in cui fu inviato indietro nel tempo alla casa di Superboy a Smallville, per dimostrarsi valido dell'adesione alla squadra rivelando l'identità del supereroe kryptoniano. Nella sua prima avventura dimostrò di avere solo il suo potere di supervista. Successivamente, fu legato sentimentalmente alla sua compagna di squadra Phantom Girl. Fu considerato uno dei "Grandi 3" della Legione (insieme a Superboy e Mon-El) e servì due volte come leader.
I nomi dei suoi genitori erano Crav e Mytra Nah. La sua ragazza di Rimbor prima di unirsi alla Legione era An Ryd; fu poi uccisa da Stargrave, che incolpò Ultra Boy dell'assassino. Una larga estensione della sua storia lo rese equivalente di un "hot-rodder", cioè appartenente ad una classe sociale inferiore a molti degli altri Legionari.
Ultra Boy era un attore di talento; questo, combinato con le sue origini su Rimbor e la situazione sociale, lo aiutò ad infiltrarsi nei gruppi criminali dove comparve come un "cattivo". Quest'abilità lo rese un valido membro della Legion Espionage Squad, dove era l'unico membro senza evidenti poteri da spia.

## Legion (vol. 4)
Tra i volumi 3 e 4 di Legion, ci fu una "Five Year Gap" cronologica, durante la quale la squadra si sciolse. Durante questo periodo Ultra Boy chiese a Phantom Girl di sposarlo, ma questa fu accidentalmente uccisa in un incidente. Ora noto semplicemente come Jo Nah, divenne un contrabbandiere e un fuorilegge sul pianeta Rimbor. Si riunì alla Legione dopo che un assassino distrusse un intero edificio nel tentativo di ucciderlo.
Una storia successiva in Legion Annual vol. 4 mostrò le sue abilità recitative. Fu mostrato che per anni, Ultra Boy si comportò in modo "più stupido" di quanto non fosse in realtà, per evitare di dare vantaggi ai suoi avversari. Quando la strega del tempo Glorith cominciò a manipolare la storia della Legione, lei capì che solo i Legionari più intelligenti avrebbero potuto notare le sue manipolazioni, e così decise di far sparire Brainiac 5. Non sospettò mai che Ultra Boy avrebbe potuto smascherarla, così progettò una battaglia tra la Legione e Mordru al massimo dei suoi poteri, che avrebbe potuto distruggere o indebolire entrambi, permettendole di raccoglierne solo i pezzi. Capendo cosa significava, prima di tutto Ultra Boy fece sì che la Legione non attaccasse Mordru, poi, sotto copertura, fece visita a Mordru e lo convinse ad attaccare Glorith. Tutto ciò si dimostrò un successo, lasciando sia Mordru che Glorith indeboliti. Anni dopo, Glorith scoprì chi fu il responsabile e volendosi vendicare inviò Phantom Girl nel passato, facendo credere ad Ultra Boy che fosse morta. Successivamente, la Legione si ritrovò per l'ennesima volta dall'altra parte della legge e Ultra Boy adottò l'identità di Emerald Dragon.
Durante la "Five Year Gap" dopo la Guerra della Magia, la Terra cadde sotto il dominio dei Dominatori, e si discostò dai Pianeti Uniti. Anni più tardi, alcuni membri dei Dominatori altamente classificati noti come "Batch SW6", fuggirono dal carcere. Originariamente, i Batch SW6 erano un gruppo di cloni adolescenti dei Legionari, creati da campioni presi poco prima della morte di Ferro Lad per mano del Mangiatore di Soli. Successivamente, si rivelarono essere dei duplicati del paradosso temporale, ognuno di loro altrettanto legittimo quanto i loro omonimi. Dopo che la Terra venne distrutta in un disastro somigliante alla distruzione di Krypton avvenuto oltre un millennio prima, poche dozzine di città sopravvissute e i loro abitanti ricostruirono il loro mondo sulla Nuova Terra. I Legionari SW6 - inclusa la loro versione di Ultra Boy - rimasero con loro.

## Post-Ora Zero
Nella continuità post-Ora zero, le sue origini sono molto simili alle originali. Era il leader di una gang su Rimbor, prima di venire divorato da una bestia spaziale di ultra energia e ottenere i suoi poteri nutrendosi della carne di questa creatura. Inizialmente non si unì alla Legione, ma ad un gruppo rivale chiamato Workforce. Fu brevemente innamorato di Spider Girl (Sussa Pak), prima di incontrare ed innamorarsi di Apparizione, l'incarnazione post-Ora Zero di Phantom Girl, Quando la Workforce e la Legione furono gettate sul Pianeta Inferno, una complessa prigione situata dentro il sole, Ultra Boy lasciò la Workforce per entrare nella Legione.
Infine, Ultra Boy ed Apparizione si sposarono ed ebbero un figlio di nome Cub, appena prima che la realtà della Legione venisse riscritta per la seconda volta.

## Rinnovamento del 2005
La Legione fu rinnovata ancora nel 2005. In questa versione Ultra Boy sembra essere rimasto sempre lo stesso, ma non sembra aver mai avuto una cotta per Phantom Girl; ebbe una relazione con Shadow Lass. Addestrato da Karate Kid in un utilizzo più tattico e responsabile dei suoi poteri, fu conosciuto alla fine da Triplicate Girl su Rimbor, dove fu "incolpato di un crimine che non commise", ma rifiutò di dire di più sulla faccenda. Fu successivamente sollevato da ogni accusa quando il business manager della Legione, M'rissy, scoprì le prove della sua innocenza. Più gentile e maturo di quanto volesse dare a vedere, fu il primo che sentì il dispiacere e l'insicurezza di Imra per essere costantemente respinta dal suo ragazzo, Lightning Lad. Questo lo portò brevemente ad una relazione con la ragazza titaniana.

## Post-Crisi Infinita
Gli eventi della miniserie Crisi infinita ricostituirono un'analogia simile alla Legione della continuità pre-Crisi sulle Terre infinite, come visto nella storia The Lightning Saga comparsa in Justice League of America e in Justice Society of America, e nella storia Superman and the Legion of Super Heroes in Action Comics. Ultra Boy fu incluso nei loro numeri.

## Poteri
Ultra Boy ha poteri molto simili a quelli dei Daxamiti e dei Kryptoniani ma i suoi poteri non derivano dal sole giallo e non è influenzato dal piombo o dalla kryptonite .
Ultra boy nonostante sia uno dei membri più potenti della legione dei supereroi ha una seria limitazione nell'uso dei suoi poteri dato che può utilizzare solo un'abilità alla volta. Questo significa che se vuole volare nello spazio deve indossare una tuta spaziale per sopravvivere o se vuole muoversi a supervelocià deve proteggere il suo corpo dall'attrito e quando usa la superforza non è invulnerabile e può stancarsi o ferirsi colpendo il bersaglio. Per questo usa l'anello della legione per volare ed è quindi libero di usare un'altra abilità.

## Altri media
- Nella serie animata Le avventure di Superman, Ultra Boy comparve in un cameo nell'episodio "New Kids in Town" del 1998. Successivamente ricomparve nell'episodio del 2006 Lontano da casa della serie animata Justice League Unlimited.
- In un episodio della serie animata Legion of Super Heroes (2006), Jo Nah comparve come partecipante ai Giochi Intergalattici, un evento simile alle olimpiadi a cui partecipò anche Lightning Lad. Quando i Fatal Five attaccarono la competizione, Jo, insieme a Kem di Bismoll, aiutò la Legione a sconfiggerli, chiamando a voce alta quattro dei suoi ultra-poteri ("superforza", "invulnerabilità", "super velocità", "respiro congelante"). Phantom Girl si complimentò con lui per le sue abilità. Nell'ultimo episodio della stagione, Jo Nah ebbe un cameo in costume, in cui aiutò la Legione a sconfiggere il Mangiatore di Soli sul suo pianeta. Comparve anche nell'episodio "In The Victory" e nell'episodio finale in due parti della serie animata Dark Victory.
- Nel videogioco Champions, il termine "Ultra Slot" è utilizzato per descrivere uno dei poteri, all'interno di un contesto in cui si può utilizzare un solo potere alla volta. Il contesto del multi-potere fu basato direttamente su Ultra Boy ed infatti, originariamente, fu soprannominata "Ultra".